# Amadora BD
O Amadora BD é um festival de banda desenhada realizado na Amadora, Portugal.

## História
O festival teve a sua primeira edição em 1989, então designado Festival Internacional de Banda Desenhada da Amadora, tendo-se mantido ininterruptamente até aos dias de hoje e é considerado o mais importante festival de banda desenhada nacional e um dos mais importantes certames europeus.
O festival permite o convívio entre os profissionais e autores de diversas nacionalidades com o público e além da exposição das obras, realiza atividades diversas relacionadas com a 9ª Arte como debates e projeções de filmes relacionados com o tema e de animação.
O festival é temático e todos os anos atribui prémios não só às obras levadas a concurso, como também relacionados com o mercado da banda desenhada.
O FIBDA a partir da sua 20ª edição, começou a ser conhecido pela designação de Amadora BD.